# 玉井邦夫
玉井 邦夫（たまい くにお、1959年 - 2021年12月31日）は、日本の心理学者。大正大学心理社会学部臨床心理学科教授、公益財団法人日本ダウン症協会代表理事を務めた。ダウン症の長男をもつ。

## 略歴
千葉県生まれ。1983年に東北大学大学院修士課程（心身障害学）を修了後、情緒障害児短期治療施設「小松島子どもの家」にセラピストとして勤務した。1991年、山梨大学教育人間科学部障害児教育講座の准教授に就任した。2008年より大正大学心理社会学部臨床心理学科教授を務めた。
2021年（令和3年）12月31日に62歳で死去した。

## 社会活動
1997年、日本ダウン症協会会長に就任した。その後、公益財団法人日本ダウン症協会理事長を務めた。日本産業カウンセラー協会保育専門部会や子どもの文化学校において、保育士の研修講師として活動した。また、心身障害児保育事業「ぐんぐん教室」および山梨ダウン症児者を育てる親の会「芝草の会」の代表を務めた。

## 著書
- 『ゆらぎつつ子育て 仙台・かたひら保育園物語』（ひとなる書房、1991年8月）
- 『瞬間（とき）をかさねて「障害児」のいる暮らし』（ひとなる書房、1994年8月）
- 『＜子どもの虐待＞を考える』（講談社現代新書、2001年9月）
- 『特別支援教育のプロとして子ども虐待を学ぶ』（学研プラス、2009年2月）
- 『発達障害の子どもたちと保育現場の集団づくり―事例とロールプレイを通して』（かもがわ出版、2009年8月）
- 『ダウン症のこどもたちを正しく見守りながらサポートしよう!』（日東書院本社、2012年3月）
- 『新版 学校現場で役立つ子ども虐待対応の手引き　-子どもと親への対応から専門機関との連携まで』（明石書店、2013年4月）
- 『本当はあまり知られていないダウン症のはなし』（神奈川LD協会、2015年7月）
- 『エピソードで学ぶ 子どもの発達と保護者支援──発達障害・家族システム・障害受容から考える』（明石書店、2018年5月）

共著
- 『ダウン症ハンドブック 改訂版 家庭や学校・施設で取り組む療育・教育・支援プログラム』（日本文化科学社、2013年3月）
- 『学校をもっと楽しく!』（学研教育出版、2014年2月）

監修
- 『ふしぎだね!? ダウン症のおともだち（発達と障害を考える本）』（ミネルヴァ書房、2007年2月）
- 『みんなで考えよう　障がい者の気持ち　全7巻』（学研、2010年2月）
- 『ふしぎだね!? 新版 ダウン症のおともだち（発達と障害を考える本 5）』（ミネルヴァ書房、2019年9月）
- 絵本『あいちゃんのひみつ ダウン症をもつあいちゃんの、ママからのおてがみ』（岩崎書店、2020年3月）

解説
- 絵本『せいなるよるのたからもの』（新教出版社、2013年10月）

翻訳
- 『知られざる声　障害者の歴史に光を灯した女性たち』（湘南出版社、1995年6月）原タイトル『The other voices』著者：J. David Smith

DVD
- 『ダウン症児の早期発達支援　地域で豊かに生活するために　第1巻　誕生から幼児期前半-成長のよろこびと可能性を求めて』（ジエムコ出版、2001年）
- 『ダウン症児の早期発達支援　地域で豊かに生活するために　第2巻　幼児期後半-生きる力を育てる』（ジエムコ出版、2001年）
- 『こころの傷ついた子どもにできること・できないこと 1（発達障害実践シリーズ ; 7 第3巻）』（神奈川LD協会、2010年）
- 『こころの傷ついた子どもにできること・できないこと 2（発達障害実践シリーズ ; 7 第4巻）』（神奈川LD協会、2010年）
- 『虐待臨床を通した子どものこころの理解（子どものこころシリーズ ; 1 第3巻）』（神奈川LD協会、2011年）
- 『発達障害と虐待　～教育現場で何かを感じたら～　気づきとその理解のために（全2巻）』（アローウィン、2011年7月）
- 『本当はあまり知られていないダウン症のはなし（発達障害実践シリーズ ; ファイナル 第6巻）』（神奈川LD協会、2013年）

## 所属学会
- 日本子どもの虐待防止研究会[4]
- 日本心理学会
- 日本小児保健学会
- 日本家族心理学会
- 日本児童青年精神医学会
- 日本特殊教育学会

## メディア出演
テレビ
- NHK Eテレ「すくすく子育て」（2021年1月23日）[5]

記事
- 読売新聞オンライン「［論点］出生前診断で中絶倍増（３）ダウン症　正しい情報を」（2011年9月22日）[6]
- m3.com編集部「「DNA情報での中絶是非、議論を」- 玉井邦夫・日本ダウン症協会理事長に聞く」（2012年11月2日）[7]
- 日本経済新聞 「日本ダウン症協会代表理事 玉井邦夫さん（1）ダウン症 誤解と「未知」多く」（2021年1月4日）[8]
- 日本経済新聞 「早い告知、両親そろって説明を 早期療育は定着 玉井邦夫（2）日本ダウン症協会代表理事」（2021年1月10日）[9]
- 日本経済新聞 「日本ダウン症協会代表理事 玉井邦夫さん（3）延びる寿命「親亡き後」備えを」（2021年1月18日）[10]
- 日本経済新聞 「日本ダウン症協会代表理事 玉井邦夫さん（4）人の「智慧」あり方を問う」（2021年1月25日）[11]